# Eutegaeus
Eutegaeus – rodzaj roztoczy z kohorty mechowców i rodziny Eutegaeidae.
Rodzaj ten został opisany w 1916 roku przez Antonia Berlesego. Gatunkiem typowym wyznaczono Oribata bostocki.
Mechowce te mają długi i spiczasty processus humeralis oraz szczeciny rostralne i interlamellarne obecne. Na cuspis lamelli znajdują się 2 ząbki. Lamelle duże, a  pteromorfy skierowane ku przodowi. Szczeciny notogastralne występują w liczbie 9 par, genitalne 5 par, aggenitalne 1 pary, analne 2 par, a adanalne 3 par. Odnóża jednopalczaste.
Rodzaj znany z krainy australijskiej, krainy neotropikalnej i Antarktydy.
Należy tu 10 opisanych gatunków:
- Eutegaeus biovatus Hammer, 1972
- Eutegaeus bostocki (Michael, 1908)
- Eutegaeus fueginus  Arcidiacono, 1993
- Eutegaeus lagrecai Arcidiacono, 1993
- Eutegaeus membraniger Hammer, 1966
- Eutegaeus papuensis Aoki, 1965
- Eutegaeus pinnatus Hammer, 1966
- Eutegaeus radiatus Hammer, 1966
- Eutegaeus soror P. Balogh, 1985
- Eutegaeus stylesi Hammer, 1966